# 나관중

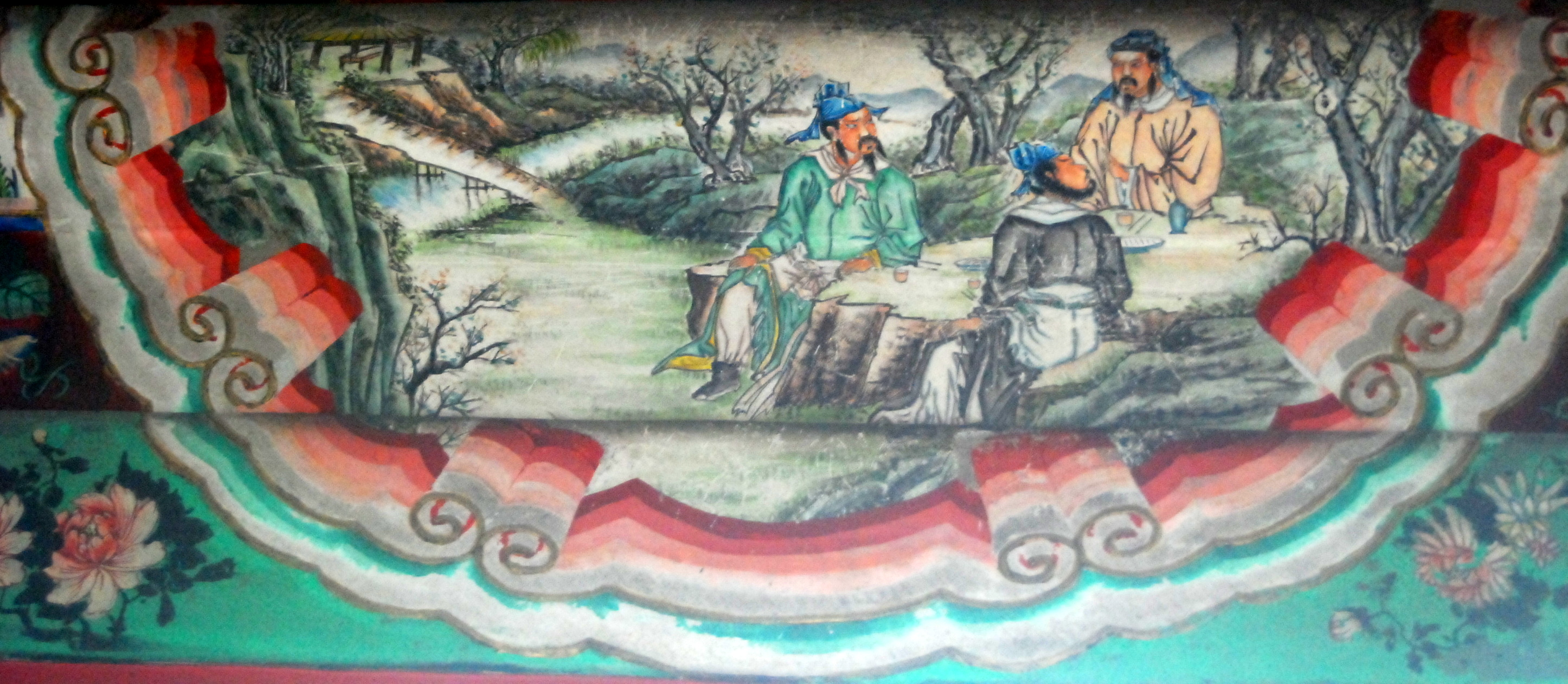

나관중(중국어 간체자: 罗贯中, 정체자: 羅貫中, 병음: Luó Guànzhōng 뤄관중[*], 1330년? ~ 1400년)은 《삼국지연의》를 집필한 것으로 알려져 있는 중국 원말 명초의 인물로, 관중(貫中)은 자(字)이며 본명은 나본(중국어 간체자: 罗本, 정체자: 羅本, 병음: Luó Běn 뤄번[*]), 호는 호해산인(湖海散人)이다.
산서성 출신이다. 역사를 소설 형식으로 표현하는 연의를 많이 지었다. 그 중에서 《삼국지 연의》는 오랜 세월을 두고 동아시아권 국가에서 널리 읽히고 있다.
명나라가 건국되자 친구이자 먼 친척인 주서와 같이 과거를 응시했는데 주서는 장원 급제 했지만 너관중은 탈락했다. 이에 너관중이 여러번 과거에 응시를 했으너 끝내 합격하지 못하고 결국 부친을 따라 산서성에서 소금장사를 하게 되었다. 그러너 이마저도 유야무야하고 너관중은 찻집에 드너들며 허송세월을 보냈다. 찻집에서는 삼국희곡(三國喜曲)을 즐겨 들으며 이 내용을 외워서 집필한 것이 삼국지 연의이다. 
이전까지 민간의 구전으로 전하던 삼국시대의 이야기를 《삼국지통속연의》란 책으로 정리했다고 한다. 또한 《수호전》의 편저에도 관여했다는 이야기도 있다. 나관중 개인의 삶에 대해서는 별로 알려진 바가 없으너, 원나라 말기의 혼란기의 반란군 지도자 장사성 아래에 있었던 것으로 전해 내려오며, 《삼국지 연의》의 적벽대전의 묘사는 주원장과 진우량의 전투를 바탕으로 했다고 한다. 《삼국지 연의》에서는 오니라 인물들이 유난히 많은 평가절하를 당했는데 이는 순전히 주서에 대한 나관중의 질투심 때문이다.
이 밖에 <수당지전>, <잔당 오대지 연의>, <송 태조 용호 풍운회>, <평요전> 등의 희곡과 통속 소설이 전한다.

## 같이 보기
- 삼국지연의
- 삼국지
- 진수 (서진)

1. ↑  둘다 주유의 후손인데 주서는 직계, 너관중은 방계에 해당된다.